# Каражар (Екібастузька міська адміністрація)
Каража́р (каз. Қаражар) — село у складі Екібастузької міської адміністрації Павлодарської області Казахстану. Входить до складу Екібастузького сільського округу.
Населення — 76 осіб (2021; 76 у 2009, 108 у 1999, 216 у 1989).
Національний склад станом на 1989 рік:
- казахи — 100 %